# José María Salazar Buchelli
José María Salazar Buchelli (Pasto, 15 de julio de 1930 - Rockville (MD), 26 de febrero de 2020) fue un médico cardiólogo, internista, político y diplomático colombiano, miembro del Partido Conservador Colombiano.
Nació en Pasto, capital del Departamento de Nariño en 1930. Se graduó como médico de la Pontificia Universidad Javeriana y se especializó en Medicina interna y cardiología en el Bellevue Medical Center de Nueva York (Estados Unidos). A su regreso al país, fue profesor de la Universidad del Cauca, misma de la cual fue rector.
Bucheli fue nombrado gobernador de su departamento natal, Nariño, en 1964, por el presidente Guillermo León Valencia, siendo ratificado en 1966 por el presidente Carlos Lleras Restrepo. En 1971 fue nombrado Ministro de Salud Pública por el presidente Misael Pastrana, ocupando el cargo hasta el cambio de gobierno en 1974.En tal calidad, se desempeñó brevemente como Ministro de Trabajo encargado.
Por su nombramiento en la Junta Directiva de la OMS, Salazar se radicó con su familia en Estados Unidos, donde falleció a los 89 años.